# یانل کوریا
یانل کوریا (انگلیسی: Yannel Correa؛ زادهٔ ۱۰ سپتامبر ۱۹۹۶) بازیکن فوتبال اهل اسپانیا است.
وی همچنین در تیم ملی فوتبال Uruguay بازی کرده‌است.